# (13092) Schrödinger
(13092) Schrödinger es un asteroide que forma parte del cinturón de asteroides y fue descubierto por Freimut Börngen y Lutz D. Schmadel desde el Observatorio Karl Schwarzschild (Alemania), el 24 de septiembre de 1992.

## Designación y nombre
Schrödinger fue bautizado así en honor al físico austriaco Erwin Schrödinger.

## Características orbitales
Schrödinger orbita a una distancia media del Sol de 2,1541 ua, pudiendo alejarse hasta 2,2608 ua. Su inclinación orbital es 0,6185° y la excentricidad 0,0495. Emplea en completar una órbita alrededor del Sol algo más de 1154 días.